# 貴州料理
貴州料理（きしゅうりょうり、中国語 貴州菜 Guìzhōu cài、黔菜 Qián cài）は、中華人民共和国貴州省の地方料理。四川料理系の漢族の料理のほか、ミャオ族、トン族、プイ族、スイ族等、貴州省の少数民族料理をも含めることが多い。

## 概要
貴州省は「黔」あるいは「貴」と略されることもあるため、貴州料理は「貴州菜」あるいは「黔菜」とも呼ばれる。
貴州省には少数民族が多数おり、それら現地の少数民族料理文化と外来の飲食文化が混ざり合ってできあがったのが貴州料理である。貴州料理は、辛さと酸味が際立っており、「純粋な辛さ、鮮烈な酸味、豊かな香り、濃厚な味わい」を追求した料理と言える。中華人民共和国（以降、中国）では俗に「四川人不怕辣、湖南人辣不怕、貴州人怕不辣（四川人は辛さを恐れず、湖南人は辛くとも恐れず、貴州人は辛くないのを恐れる）」という言葉があるように貴州人の「辛いもの好き」は際立っている。
また、血食文化も残っており、豚の血液を豆腐や肉と混ぜて団子状にしたものなども、日常的に食べられている。

## 特徴
上述のように貴州料理の特徴は辛さと酸味にある。

### 辛さ
貴州料理の辛さは唐辛子を多用することによるもので、唐辛子を料理に用いるにあたり、体系的に加工を行うことで特徴的な調味料としている。
料理の「辛さ」は以下の8つに細分されると言われている。
- 油辣 - ラー油の辛さ
- 煳辣 - 焦がし唐辛子の辛さ
- 干辣 - 干し唐辛子の辛さ
- 青辣 - 青唐辛子の辛さ
- 糟辣 - 糟漬け唐辛子の辛さ
- 酸辣 - 酸っぱくて辛い
- 麻辣 - 花椒を加えた痺れるような辛さ
- 蒜辣 - ニンニクを加えた辛さ

#### 蘸水
蘸水（チャンシュイ）は貴州料理によく用いられるつけだれ。
唐辛子、おろしニンニク、刻みショウガ、刻みネギ、花椒、うまみ調味料などを適量混ぜ合わせて作ったもので、使用する唐辛子の製法によって、つけだれの種類も分けられる。料理によって合わせるつけだれも異なるだけでなく、同じ料理でも違うつけだれを使うとまた違った口当たりになる。

### 酸味
貴州料理は酸味も大きな特徴となっている。
広く歌われる民謡に「三天不吃酸、走路打蹿蹿（三日酸っぱいものを食べないと、歩く足がおぼつかなくなる）」というのもある。
貴州省は雲貴高原に位置し、ほぼ全域が1000メートルから2000メートルの山岳地帯であり、カルスト地形も多く、稲作を中心とした農業に適した土地ではない。年間を通して雲に覆われており、気候の面でも農業には適さない。そのため、希少な農産物を長期保存するために発酵技術が発達し、山林に自生するハーブ類を多く用いるといった食文化が発達した。
標高が高い山岳地帯なことから、塩が入手困難であったので、酸味を風味に活用したともされている。また、乳酸発酵することによって発酵液が酸性に傾き、一般微生物の生育を抑えることができるので、保存食としても有効である。
貴州省の少数民族の代表であるミャオ族の伝統的な家屋には発酵食品用に素焼きや陶器の甕や瓶が置かれている。これらは「泡菜（パオツァイ）」「壜（タン）」と呼ばれ、野菜の漬け物、乳腐、なれずしといった食品の発酵や保存に用いられている。こういった甕や瓶は、蓋をかぶせる口の外側が幅の広い溝になっており、その溝にふたが落ち込むようにつくられているため、溝に水を満たし、深鉢をさかさまにした形の蓋が溝の中に落としこまれると壜内は水によって密封されることになる。この壜で漬けると発酵したガスは水を通して排気されるが、外部の空気は壜内に入らず中が嫌気的になって、有害菌の生育は防止され、乳酸菌が適度に増殖するという長期貯蔵に都合がよく、発酵の際に関与する微生物が乳酸菌である場合には、好ましい風味となる

## 歴史
貴州省は漢代の夜郎国の時代より、少数民族が多く住む地域であり、抗争も多かったが、食文化での交流もあり、地域独特の食文化は、唐代以降できあがってきたと言われる。特に明の万暦年間に華北から派兵し、貴州、雲南を平定した際に、華北の食文化と地元の少数民族や土司の料理が融合して、「屯堡大碗」、「坨坨肉」のような独特の地方料理のひな型を形成した。清代になると土司はその地位を中央政権から奪われたが、地方に派遣された官吏がさらなる料理の融合をもたらし、名物料理を生み出した。

## 主な料理
- 酸湯魚[1][2][3]
- 腸旺麺（英語版）[2][5] - 豚の腸モツ、豚の血豆腐（猪血旺）入りの麵料理。

## 他地方での普及
北京、上海、広州などの大都市では貴州料理専門店も複数存在するが、湖南料理ほど中国各地に広く普及している訳ではない。花江狗肉の専門店は地方都市にもある場合がある。ミャオ族料理店も同程度に大都市にできつつある。
日本のテレビドラマ『孤独のグルメ Season 9』「第7話 新小岩の貴州家庭式回鍋肉と納豆火鍋」（2021年8月21日放映）に貴州料理が登場し微博で話題となった。